# Домбровский, Владислав Александрович
Владислав Александрович Домбро́вский (1854, Pacūnai, Кедайнское районное самоуправление — 13 [26] февраля 1917, Москва) — русский архитектор польского происхождения. Известен строительством католических костёлов, а также доходных домов в Москве и Одессе. Внёс большой вклад в архитектуру Одессы.

## Биография
Родился в посёлке Пацуны Ковенской губернии в 1854 году. Окончил Рижский Политехнический институт в 1876 году и поступил в Императорскую Академию художеств. Параллельно учёбе служил помощником архитекторов Р. А. Гедике и А. И. Кракау. В 1877 году окончил курс наук. За время обучения награждён малой (1878) и большой (1879) серебряными медалями. В 1880 году за «проект Городской Думы» получил малую золотую медаль и звание классного художника архитектуры 2-й степени. В 1886 году получил звание классного художника архитектуры 1-й степени.
В 1883 году назначен на должность младшего инженера строительного отделения херсонского губернского правления. Работал в эклектической манере во многих городах юга России. Возвёл по своим проектам несколько костелов в Одессе, Краснополе, Фастове. В 1890 году переехал в Одессу, где в 1896 стал архитектором канцелярии при градоначальнике. В Одессе построил множество доходных домов. В 1911 году переехал в Москву, где продолжил трудиться над доходными домами. 
Скончался 13 (26) февраля 1917 года в Москве. Его сын, С. В. Домбровский, тоже стал архитектором.

## Проекты и постройки

### Херсон
- Здание театра (1889);
- Здание Окружного суда (1892—1894).

### Одесса
- здание Почтамта (совместно с В. Ф. Харламовым. Садовая улица, 10 (1893);
- Дом трудолюбия памяти императора Александра III и церковь Святого Николая Чудотворца Мирликийского. Улица Одария, 9 (1895—1897);
- Дом Вургафта (1902—1903);
- Доходный дом И. И. Машевского (1903);
- Доходный дом Н. Ц. Беликовича (1903);
- Комплекс зданий городской больницы на Слободке-Романовке (1901—1904);
- Доходный дом А. Е. Гаевского (1903—1905);
- Военный собор Святого Стефана на Большом Фонтане;
- Особняк Марии Бродской на Большом Фонтане (1906);
- Собор Святого Климента (1899—1906, в дальнейшем строительство велось иным архитектором);
- Доходный дом А. А. Бродского (1907—1910);
- Лечебница общества попечения неимущих на Куяльнике (1912).

### Москва
- Доходный дом В. К. Феррейна. Кривоарбатский переулок, 12 (1912—1914);
- Доходный дом. Рождественский бульвар, 10/7 (1914);
- Доходный дом. Большая Грузинская улица, 5 (1914);
- Доходный дом В. В. Рузской. Улица Спиридоновка, 34 (1914);
- Доходный дом В. В. Рузской. Улица Спиридоновка, 34 корпус 2 (во дворе) (1914);
- Доходный дом Ю. П. Бабаева. Лихов переулок, 5 (1915—1917).

### Другие места
- Костёл Святого Иосифа в Николаеве (1891—1896);
- Реконструкция кафедрального костела Святой Софии в Житомире (1899);
- Костел Воздвижения Святого Креста в Фастове (1903).

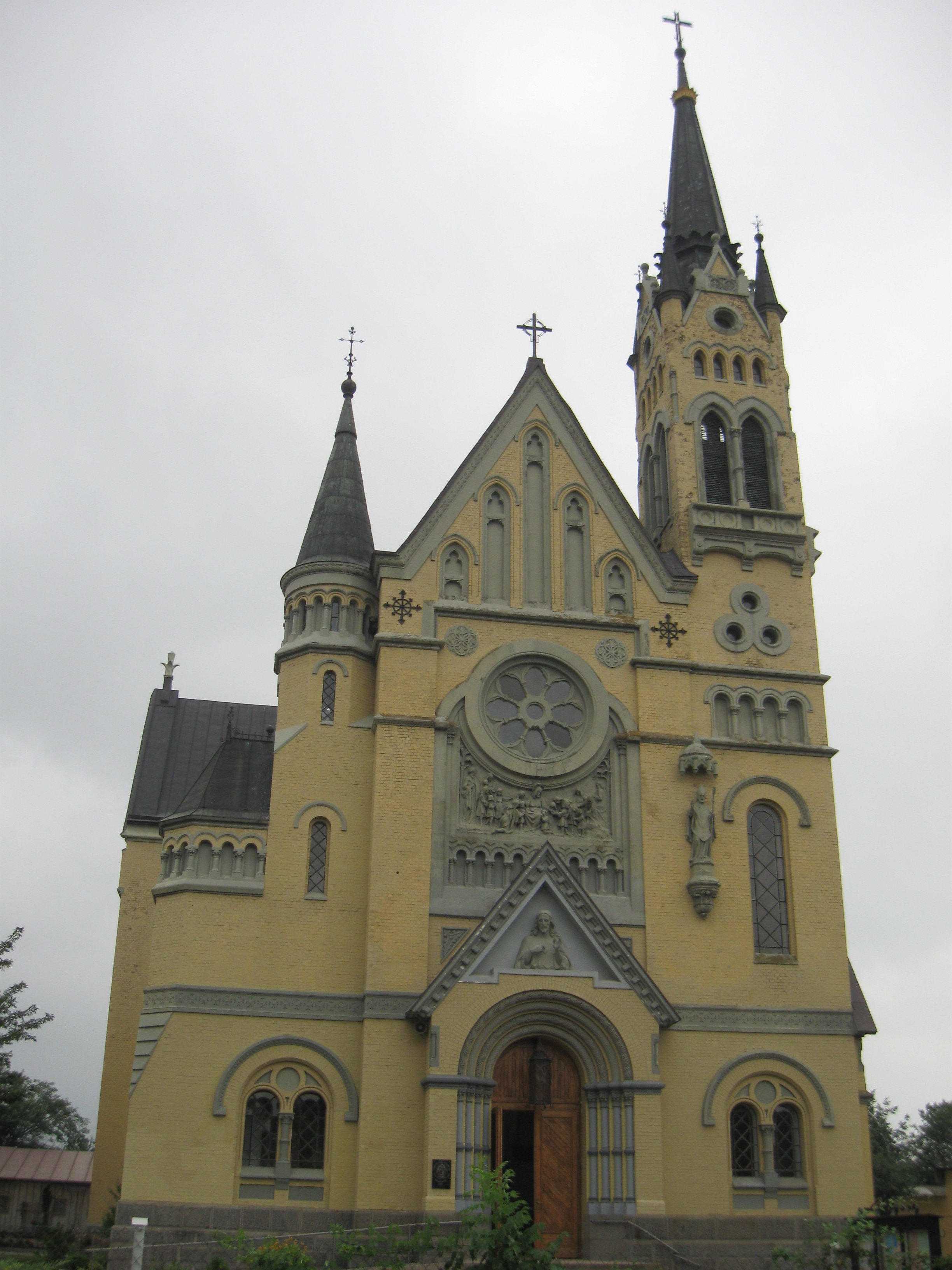
Костел Воздвиження Св. Креста Фастов
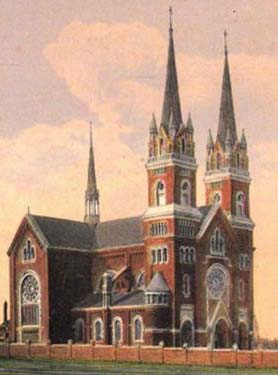
Собор Святого Климента в Одессе
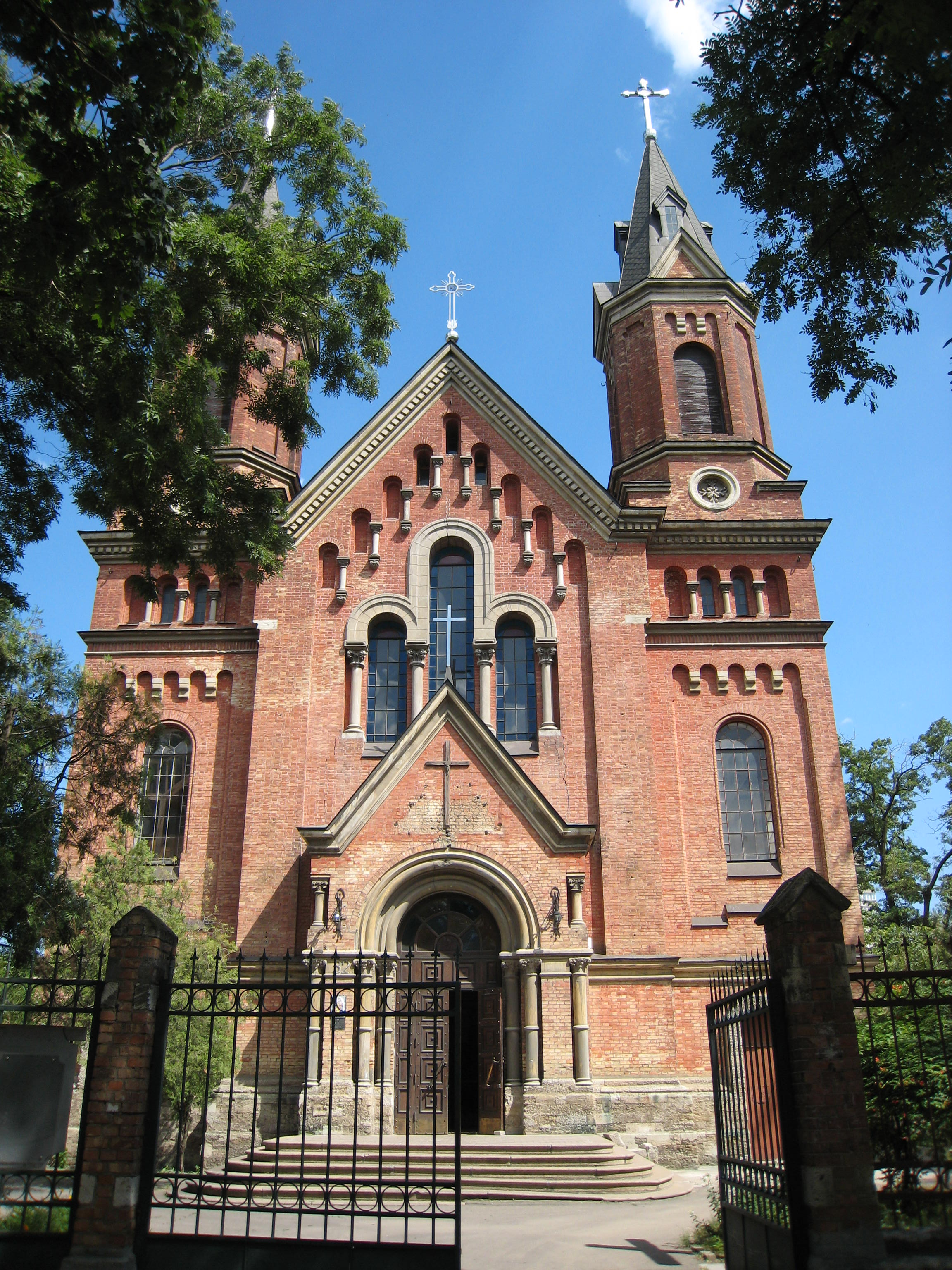
Римско-католический костёл святого Иосифа
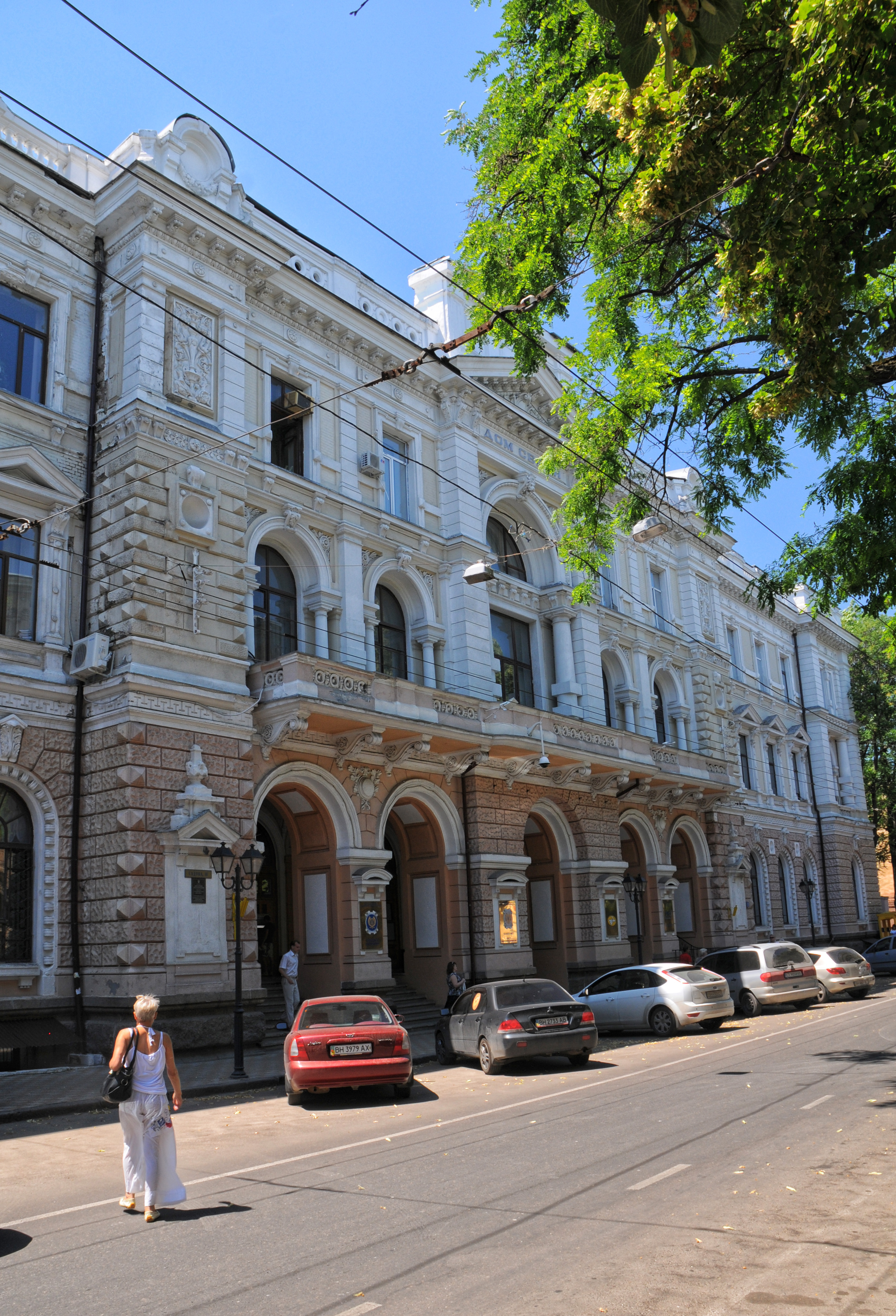
Одесский главпочтамт
Старое здание театра, разрушенное во время ВОВ